# کارل دارلو
کارل دارلو (انگلیسی: Karl Darlow؛ زادهٔ ۸ اکتبر ۱۹۹۰) بازیکن فوتبال اهل بریتانیا است.
از باشگاه‌هایی که در آن بازی کرده‌است می‌توان به باشگاه فوتبال ناتینگهام فارست، باشگاه فوتبال نیوپورت کانتی، باشگاه فوتبال استون ویلا، باشگاه فوتبال نیوکاسل یونایتد، و باشگاه فوتبال والسال اشاره کرد.